# Israël op de Olympische Winterspelen 1998
Tijdens de Olympische Winterspelen van 1998, die in Nagano (Japan) werden gehouden, nam Israël voor de tweede keer deel.

## Deelnemers en resultaten
(m) = mannen, (v) = vrouwen 

### Kunstrijden
| Olympiër                      | Discipline | Resultaat | Prestatie                                                 |
| ----------------------------- | ---------- | --------- | --------------------------------------------------------- |
| Michael Shmerkin              | mannen     | 18e       | 25,0 p. (korte kür: 14 - lange kür: 18)                   |
| Galit Chait Sergei Sakhnovski | ijsdansen  | 14e       | 28,6 p. (verpl.1: 17 - verpl.2: 14 - org.: 14 - vrij: 14) |

Amerikaanse Maagdeneilanden · Andorra · Argentinië · Armenië · Australië · Azerbeidzjan · België · Bermuda · Bosnië en Herzegovina · Brazilië · Bulgarije · Canada · Chili · China · Chinees Taipei · Cyprus · Denemarken · Duitsland · Estland · Finland · Frankrijk · Georgië · Griekenland · Groot-Brittannië · Hongarije · Ierland · IJsland · India · Iran · Israël · Italië · Jamaica · Japan · Joegoslavië · Kazachstan · Kenia · Kirgizië · Kroatië · Letland · Liechtenstein · Litouwen · Luxemburg · Macedonië · Moldavië · Monaco · Mongolië · Nederland · Nieuw-Zeeland · Noord-Korea · Noorwegen · Oekraïne · Oezbekistan · Oostenrijk · Polen · Portugal · Puerto Rico · Roemenië · Rusland · Slovenië · Slowakije · Spanje · Trinidad en Tobago · Tsjechië · Turkije · Uruguay · Venezuela · Verenigde Staten · Wit-Rusland · Zuid-Afrika · Zuid-Korea · Zweden · Zwitserland